# Argja Bóltfelag
Argja Bóltfelag (AB) és un club de futbol feroès de la localitat d'Argir, municipi de Tórshavn.

## Història
L'Argja Bóltfelag (o AB) va ser fundat el 15 d'agost de 1973 pel resident danès Johnny Nyby i altres aficionats al futbol del poble. A la primavera del 1974 es va elegir la primera junta. Aquesta junta estava composta per Johnny Nyby (president), Fróði Olsen (vicepresident); Sonja á Argjaboða (tresorer) i Kristian Arge (secretari). El 1983 es va construir un camp de futbol per a que hi jugués l'equip, fins llavors ho havia fet a les instal·lacions de Gundadalur, a Tórshavn, on també hi jugaven l'HB i el B36.
L'any 2006 va debutar a la primera divisió feroesa, tot i que només s'hi va poder estar una sola temporada. Des d'aquella temporada l'AB ha ascendit diverses vegades a la màxima categoria feroesa; la darrera va ser el 2017 i s'hi ha pogut mantenir fins avui (2020).

## Palmarès

### Equip masculí
- Segona divisió (1.deild)
  - 2017 (campió)

- Tercera divisió (2. deild)
  - 2002 (campió)

### Equip femení
- Primera divisió
  - 2009 (campiones)[2]
  - 2006 i 2011 (subcampiones)

## Entrenadors

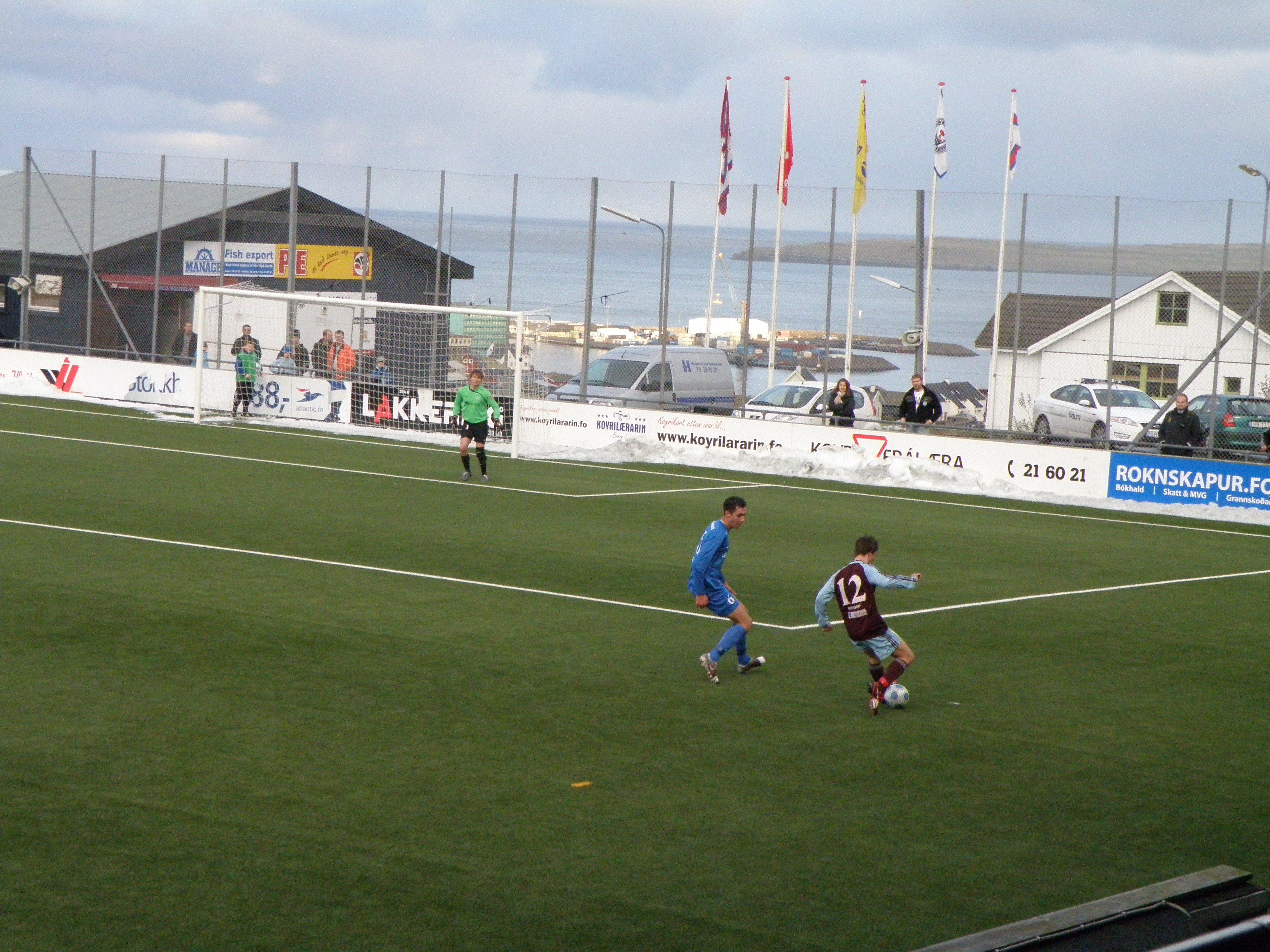
Enfrontament de l'AB Argir contra el FC Suðuroy (2010), a l'Argir Stadium.

Llista dels entrenadors de l'AB des de la temporada 2000-2001:
- Oddbjørn Joensen (2000 - 2001)
- Sámal Erik Hentze (2002 - 2003)
- Kári Reynheim (2004)
- Jóannes Jakobsen (2005)
- Rúni Nolsøe (2006)
- Oddbjørn Joensen (gener- maig de 2007)
- Sigfríður Clementsen (juny 2007 - desembre 2007)
- Allan Mørkøre (2008 – juliol de 2010)
- Sámal Erik Hentze (Agost 2010 – desembre 2013)
- Bill McLeod Jacobsen (gener 2014 – abril 2014)
- Oddbjörn Joensen (abril 17, 2014 – May 31, 2015)
- Sámal Erik Hentze (June 01, 2015 - Dec 31, 2015)
- Trygvi Mortensen (2016)
- Kári Reynheim (2017)
- Sorin Anghel (2018, 2019 -)